# Uranium-241
Uranium-241 of 241U is een radioactieve isotoop van uranium, een actinide. De isotoop komt van nature niet op Aarde voor.

## Radioactief verval
Uranium-241 vervalt door β−-verval naar de radioactieve isotoop neptunium-241:
{\displaystyle {\ce {{^{241}_{92}U}->{^{241}_{93}Np}+{e^{-}}+{\bar {\nu }}_{e}}}}
De halveringstijd bedraagt 5 minuten.
215U · 216U · 217U · 218U · 219U · 220U · 221U · 222U · 223U · 224U · 225U · 226U · 227U · 228U · 229U · 230U · 231U · 232U · 233U · 234U · 234mU · 235U · 235mU · 236U · 236m1U · 236m2U · 237U · 238U · 238mU · 239U · 239m1U · 239m2U · 240U · 241U · 242U · 243U